# Nima Yushij

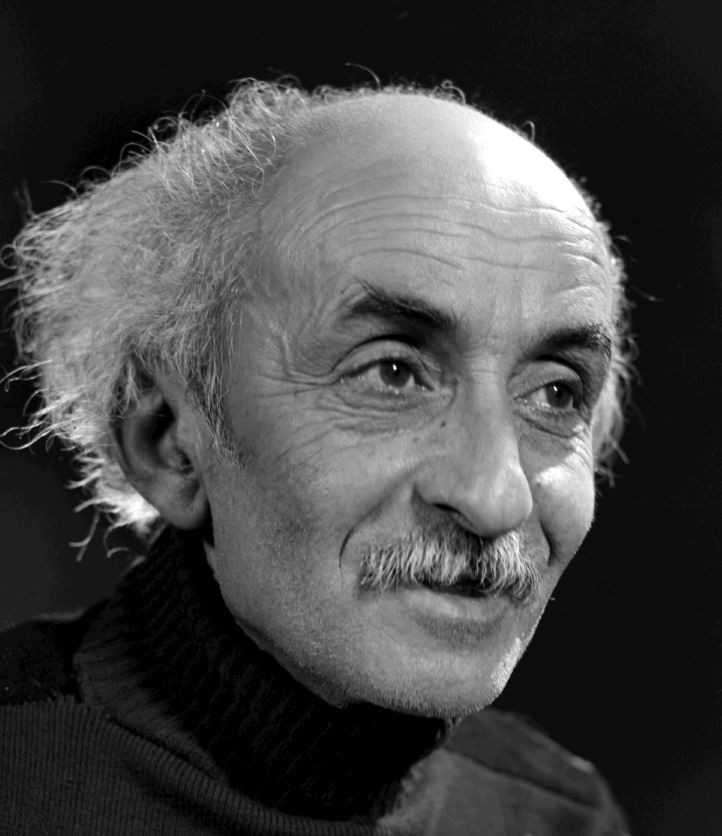
Nima Yushij

Nima Yushij (persiska: نيما يوشج), född Ali Esfandiyari den 12 november 1896 i provinsen Mazandaran, död 6 januari 1959 i Teheran, var en iransk poet som räknas som den moderna persiska poesins fader.
Nima Yushij började skriva poesi redan i tonåren. Han studerade vid den franska skolan Lycée Saint Louis i Tehran.
Nima Yushij påbörjade en förnyelse inom den iranska poesin, inte bara av innehåll, utan även av prosodi och bildspråk.